# Escola italiana de geometria algébrica
Na história da matemática, a escola italiana de geometria algébrica refere-se ao trabalho durante metade de século ou mais (floresce aproximadamente de 1885-1935) realizado em geometria birracional, particularmente sobre superfícies algébricas. Trabalharam neste campo de 30 a 40 matemáticos principais que realizaram as principais contribuições; aproximadamente metade deles sendo de fato italianos. Não há dúvida de que a liderança do grupo situou-se em Roma por Guido Castelnuovo, Federigo Enriques e Francesco Severi; que estiveram envolvidos em algumas das mais profundas descobertas, assim como no estabelecimento do estilo de pesquisas.